# Pocketwatch
Pocketwatch – album nagrany przez Dave Grohla (pod pseudonimem Late!), wydany w 1992 roku w  przez wytwórnię Simple Machines.

## Lista utworów
Wszystkie piosenki napisał Dave Grohl.
1. "Pokey the Little Puppy"  – 4:21
2. "Petrol CB" – 4:44
3. "Friend of a Friend" – 3:06
4. "Throwing Needles" – 3:20
5. "Just Another Story About Skeeter Thompson" – 2:05
6. "Color Pictures of a Marigold" – 3:13
7. "Hell's Garden" – 3:18
8. "Winnebago" – 4:11
9. "Bruce" – 3:52
10. "Milk" – 2:35

## Twórcy
- Dave Grohl - gitara, wokal, gitara basowa, perkusja
- Barrett Jones - wokal wspomagający w "Petrol CB", producent.